# Leif Trenkler
Leif Trenkler (* 1960 in Wiesbaden) ist ein deutscher Maler.

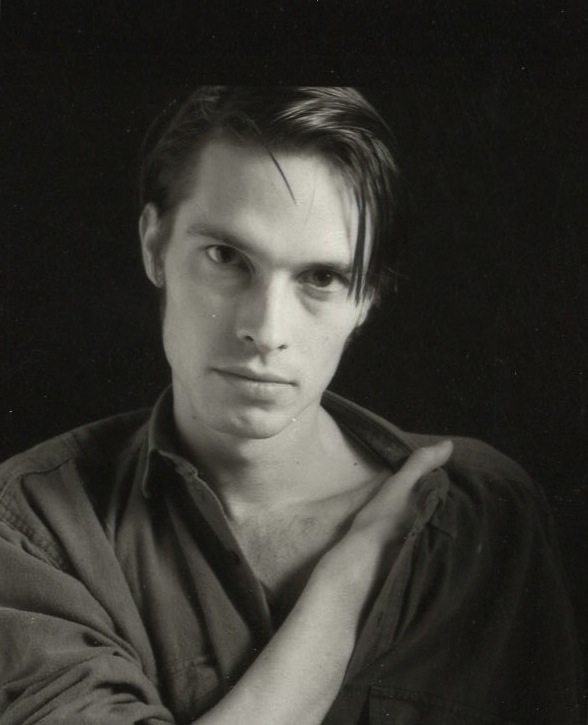
Leif Trenkler, 1990

## Leben
Trenkler besuchte von 1984 bis 1986 die Städelschule in Frankfurt am Main, wohin er nach einem einjährigen Besuch der Kunstakademie Düsseldorf 1988 wieder zurückkehrte und dort bis 1990 bei Thomas Bayrle und Jörg Immendorff studierte. Von 1990 bis 1991 erhielt er ein Auslandsstipendium der Studienstiftung des deutschen Volkes für Italien. Er lebt in Köln.

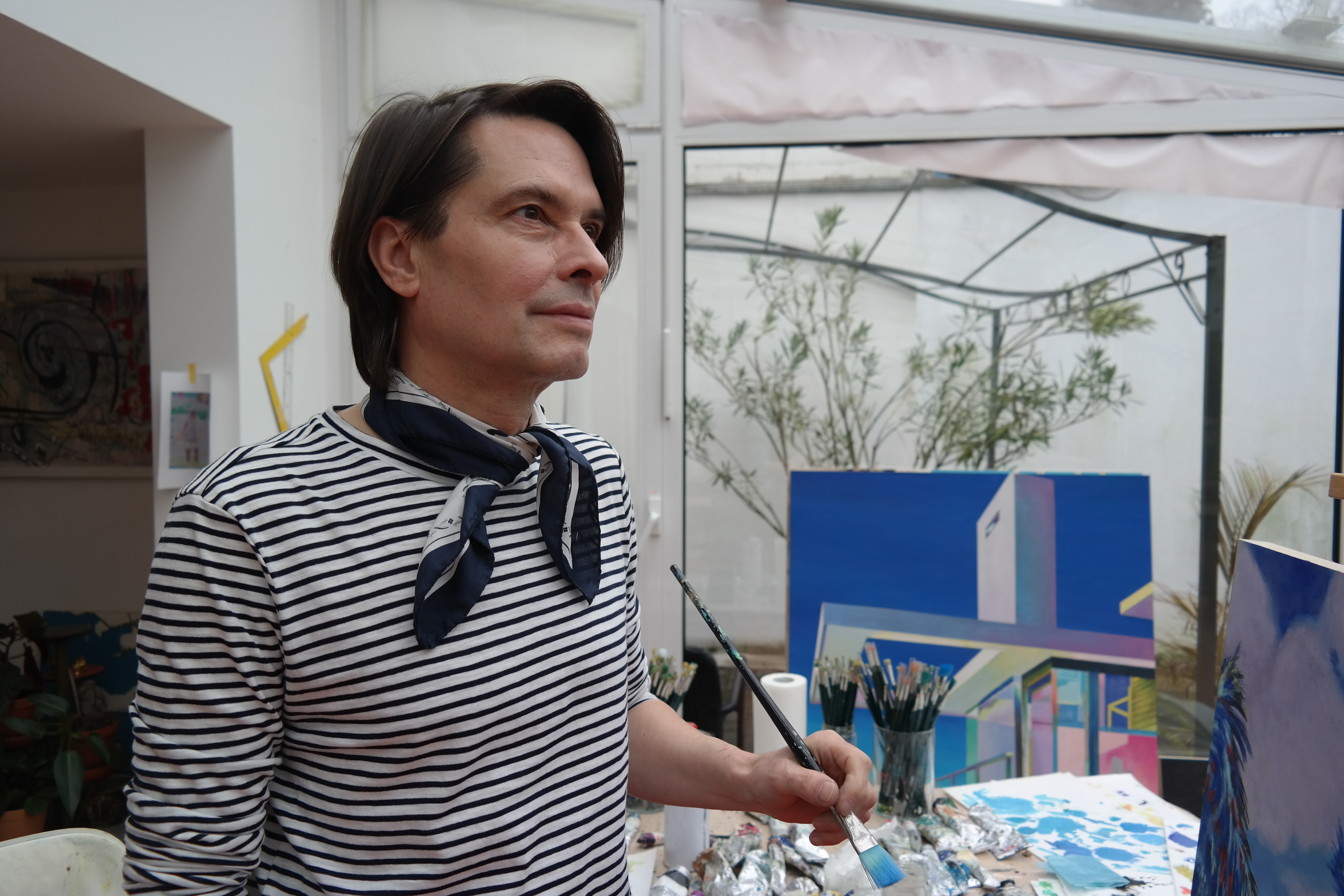
Leif Trenkler, 2018

## Werk
Trenkler zählt zu den Vertretern der Neuen Figuration in Deutschland und prägte diese Richtung in der zeitgenössischen Malerei mit.
Er orientiert sich in seinen Bildern an Vorgängern in der Kunstgeschichte aller Epochen und hat trotz dieser Adaption einen eigenen Malstil entwickelt. Seine Bilder entstehen fast überwiegend auf Holzgrund.
In seinen Werken beschäftigt sich Trenkler mit Kindheitserinnerungen, Straßen- und Naturansichten, Alltags- oder Partyszenen, dabei stehen bei fast allen seinen Bildern Menschen im Mittelpunkt des Geschehens.

## Ausstellungen (Auswahl)
- 2019 – Leif Trenkler: "Nature Blossom", Thomas Rehbein Galerie, Köln
- 2016 – Leif Trenkler: "La Bonaccia", Galerie Karl Pfefferle
- 2016 – Leif Trenkler: "Swinging Planet", Jochen Hempel Galerie, Leipzig
- 2015 – Leif Trenkler: "Indian Sky", Katz Contemporary, Zürich
- 2014 – "Der Intime Blick", Schlossmuseum Murnau, Murnau
- 2013 – "20 Jahre" Tony Wüthrich Galerie, Basel, Schweiz
- 2010 – Von mir aus, Kunstgruppe Kunstverein, Köln
- 2008 – Gallery Dirimart, Istanbul; Vom Bild zum Haken, Scala Berlin (mit Jiří Georg Dokoupil)
- 2007 – Museum Franz Gertsch, Burgdorf, Schweiz; :Leve de Schilderkunst, Kunsthalle Rotterdam, Niederlande; :Wide views 2, Galerie M. Roeder, New York; Collectors Year, Artcore gallery, Toronto, Kanada
- 2006 – Zurück zur Figur – Malerei der Gegenwart, Kunsthalle der Hypo-Kulturstiftung, München
- 2005 – Nassauischer Kunstverein, Wiesbaden (Katalog)
- 2004 – Docu/Fiction, reviewed | remixed, Kunsthalle Düsseldorf (Gruppenausstellung)
- 2001 – Figuration – Imagination, Galerie Tony Wüthrich, Basel, Schweiz
- 2000 – Virtual Codes, Salara, Galeria dàrte moderna, Bologna, Italien
- 2000 – Dordrechts Museum, Dordrecht, Niederlande
- 1997 – Von Kopf bis Fuss, Ursula-Blickle-Stiftung, Kraichtal und Kunstraum Innsbruck, Österreich
- 1997 – Kreuzgang im Karmeliterkloster, Stadt Frankfurt am Main (Katalog)
- 1996 – Natur?, Kunst und Ausstellungshalle der Bundesrepublik Deutschland, Bonn
- 1995 – La Folie du Voir / Die Lüste der Sinnlichkeit, Galerie Guillaume Daeppen, Basel, Schweiz
- 1995 – Cosi Fan Tutti I, Galerie Christine König, Wien, Österreich
- 1994 – Malerei in Frankfurt `94, Kunstverein Frankfurt, Frankfurt/Main
- 1994 – Europa `94; Junge europäische Kunst, Galerie im Rathaus München,
- 1992 – Galerie Thomas Rehbein, Hohenzollernring, Köln; Art Cologne